# Unterseeboot 618
L'Unterseeboot 618 ou U-618 est un sous-marin allemand (U-Boot) de type VIIC utilisé par la Kriegsmarine pendant la Seconde Guerre mondiale.
Le sous-marin fut commandé le 15 août 1940 à Hambourg (Blohm & Voss), sa quille fut posée le 29 mai 1941, il fut lancé le 20 février 1942 et mis en service le 16 avril 1942, sous le commandement de l'Oberleutnant zur See Kurt Baberg.
L'U-618 fut coulé dans le Golfe de Gascogne par des frégates et un avion britannique, en août 1944.

## Conception
Unterseeboot type VII, l'U-618 avait un déplacement de 769 tonnes en surface et 871 tonnes en plongée. Il avait une longueur totale de 67,10 m, un maître-bau de 6,20 m, une hauteur de 9,60 m et un tirant d'eau de 4,74 m. Le sous-marin était propulsé par deux hélices de 1,23 m, deux moteurs diesel Germaniawerft M6V 40/46 de 6 cylindres en ligne de 1400 cv à 470 tr/min, produisant un total de 2 060 à 2 350 kW en surface et de deux moteurs électriques BBC GG UB 720/8 de 375 cv à 295 tr/min, produisant un total 550 kW, en plongée. Le sous-marin avait une vitesse en surface de 17,7 nœuds (32,8 km/h) et une vitesse de 7,6 nœuds (14,1 km/h) en plongée. Immergé, il avait un rayon d'action de 80 milles marins (150 km) à 4 nœuds (7,4 km/h; 4,6 milles par heure) et pouvait atteindre une profondeur de 230 m. En surface son rayon d'action était de 8 500 milles nautiques (soit 15 700 km) à 10 nœuds (19 km/h).
L'U-618 était équipé de cinq tubes lance-torpilles de 53,3 cm (quatre montés à l'avant et un à l'arrière) qui contenait quatorze torpilles. Il était équipé d'un canon de 8,8 cm SK C/35 (220 coups) et d'un canon antiaérien de 20 mm Flak. Il pouvait transporter 26 mines TMA ou 39 mines TMB. Son équipage comprenait 4 officiers et 40 à 56 sous-mariniers.

## Historique
Il reçut sa formation de base au sein de la 5. Unterseebootsflottille jusqu'au 31 août 1942, puis intégra sa formation de combat dans la 7. Unterseebootsflottille.
A l'automne 1942, les Allemands alignent pour la première fois depuis le début de la guerre un nombre suffisant d'U-Boote en opérations dans l'Atlantique Nord. Ce nombre accru de submersibles va de pair avec l'avancée technologique du côté britannique, en particulier avec l'emploi de nouveaux radars anti-sous-marins.
L'attaque du convoi SC-104 dans l'Atlantique nord illustre les capacités respectives des deux camps à ce stade de la guerre. Le convoi, repéré par le groupe de combat (meute) Wotan le 12 octobre, perd huit navires en deux jours. Les conditions météorologiques privent les Alliés de l'utilisation effective du radar et l'escorte se disperse à la poursuite des échos des sous-marins ennemis.
La situation évolue : la mer se calme et la visibilité diminue, améliorant l'efficacité du radar tandis que l'escorte est regroupée au plus près du convoi. Dès lors, l'efficacité de la défense inflige des pertes aux sous-marins allemands, qui ne parviennent pas à portée des navires marchands.
Malgré le regroupement de nombreux sous-marins, les Allemands ne réussissent pas à en concentrer un nombre suffisant contre le convoi. Ils ne réalisent pas la présence des nouveaux radars et des systèmes de repérage par goniométrie, qui expliquent leur échec à partir du troisième jour. Ces armes contribueront à leur défaite quelques mois plus tard dans l'Atlantique Nord.
Pour sa part, le 14 octobre 1942, l'U-618 connaît son premier succès lorsqu'il coule un navire marchand britannique du convoi SC-104, au milieu de l'Atlantique.
Le convoi ON-137 est repéré le 16 octobre par un des navires de la meute Panther. Est également engagée la meute Wotan, à peine sortie de la bataille contre le convoi SC-104.
L'opération est un échec, le mauvais temps empêchant les U-Boote de rejoindre le convoi (le seul à y parvenir est endommagé avant d'avoir pu attaquer) et le 18 octobre, les navires de la meute Panther abandonnent la chasse pour rentrer à leurs bases. Seuls des navires naviguant isolément sont victimes des U-Boote ; l'U-618 coule un navire marchand américain, traînard du convoi.
Le 2 juillet 1943, l'U-618 coule en le torpillant un cargo britannique à environ 250 miles au sud-ouest de Freetown. Six membres d'équipage sont tués lors de l'attaque. Le capitaine, 72 membres d'équipage et huit artilleurs sont sauvés. Les survivants sont secourus par le HMS Wolverine.
Au soir du 20 novembre 1943, l'U-618 abat un bombardier Liberator équipé d'un Leigh light, de la 53e Escadron de la RAF à proximité du convoi SL 139. Les neuf aviateurs sont tués.
Le 30 décembre 1943, l'U-618 et l'U-505 sauvent respectivement 55 survivants du German destroyer Z27 (en) et 164 hommes d'équipage du MV Kerlogue (en).
Le 19 mars 1944, alors qu'il tente d'entrer en Mer Méditerranée, l'U-618 est harcelé par des avions et par des navires de surface alliés pendant une semaine entière (19 au 25 mars), avant d'être contraint de rentrer en France, gravement endommagé.
Le 6 avril 1944, l'U-618 est attaqué par un bombardier Liberator équipé d'un Leigh light. Lors de l'attaque le B-24 a été touché à l'aile gauche par la flak de l'U-618. Le pilote est retourné à sa base.
Le 30 juillet 1944, l'U-618 abat un bombardier Wellington dans le golfe de Gascogne. L'avion s'écrase en mer, tuant les six membres d'équipage.
L'U-618 coule le 14 août 1944, dans l'Atlantique Nord au sud-ouest de Lorient à la position 47° 22′ N, 4° 39′ O, par des charges de profondeur du HMS Duckworth (K351) (en), HMS Essington (K353) (en) et d'un Liberator du 53e Escadron.
Les soixante-et-un membres d'équipage meurent dans cette attaque.

## Affectations
- 5. Unterseebootsflottille du 16 avril 1942 au 31 août 1942 (Période de formation).
- 7. Unterseebootsflottille du 1er septembre 1942 au 14 août 1944 (Unité combattante).

## Commandement
- Kapitänleutnant Kurt Baberg du 16 avril 1942 au 15 avril 1944 (Croix allemande).
- Oberleutnant zur See Erich Faust du 16 avril 1944 au 14 août 1944.

## Patrouilles
|       | Commandant         | Départ             | Départ      | Arrivée          | Arrivée     | Jours     | Succès   |
| ----- | ------------------ | ------------------ | ----------- | ---------------- | ----------- | --------- | -------- |
| 1     | Oblt. Kurt Baberg  | 1er septembre 1942 | Kiel        | 28 octobre 1942  | St. Nazaire | 58 jours  | 10 563   |
| 2     | Oblt. Kurt Baberg  | 25 novembre 1942   | St. Nazaire | 18 janvier 1943  | St. Nazaire | 55 jours  |          |
| 3     | Oblt. Kurt Baberg  | 21 février 1943    | St. Nazaire | 7 mai 1943       | St. Nazaire | 76 jours  |          |
| 4     | Oblt. Kurt Baberg  | 8 juin 1943        | St. Nazaire | 5 septembre 1943 | St. Nazaire | 90 jours  | 5 225    |
| 5     | Kptlt. Kurt Baberg | 11 novembre 1943   | St. Nazaire | 4 janvier 1944   | Lorient     | 55 jours  |          |
| 6     | Kptlt. Kurt Baberg | 23 février 1944    | Lorient     | 8 avril 1944     | St. Nazaire | 46 jours  |          |
| 7     | Oblt. Erich Faust  | 25 mai 1944        | St. Nazaire | 25 mai 1944      | St. Nazaire | 1 jours   |          |
| 8     | Oblt. Erich Faust  | 26 juillet 1944    | St. Nazaire | 30 juillet 1944  | Brest       | 5 jours   |          |
| 9     | Oblt. Erich Faust  | 2 août 1944        | Brest       | 4 août 1944      | Brest       | 3 jours   |          |
| 10    | Oblt. Erich Faust  | 11 août 1944       | Brest       | 14 août 1944     | Coulé       | 4 jours   |          |
| Total | Total              | Total              | Total       | Total            | Total       | 393 jours | 15 788 t |

Note : Oblt. = Oberleutnant zur See - Kptlt. = Kapitänleutnant

### Opérations Wolfpack
L'U-618 opéra avec les Rudeltaktik (meute de loups) durant sa carrière opérationnelle.
- Pfeil (12-22 septembre 1942)
- Blitz (22-26 septembre 1942)
- Tiger (26-30 septembre 1942)
- Wotan (5-19 octobre 1942)
- Neuland (4-6 mars 1943)
- Ostmark (6-11 mars 1943)
- Stürmer (11-20 mars 1943)
- Seewolf (21-30 mars 1943)
- Adler (11-13 avril 1943)
- Meise (13-20 avril 1943)
- Specht (21-25 avril 1943)
- Schill 3 (18-22 novembre 1943)
- Weddigen (22 novembre-7 décembre 1943)
- Coronel (7-8 décembre 1943)
- Coronel 2 (8-14 décembre 1943)
- Coronel 3 (14-17 décembre 1943)
- Borkum (18-26 décembre 1943)
- Hela (28 décembre 1943 – 1er janvier 1944)

## Navires coulés
L'U-618 coula 3 navires marchands totalisant 15 788 tonneaux au cours des 10 patrouilles (393 jours en mer) qu'il effectua.
| Date            | Nom             | Nationalité | Tonnage | Convoi | Fait  | Localisation         |
| --------------- | --------------- | ----------- | ------- | ------ | ----- | -------------------- |
| 14 octobre 1942 | Empire Mersey   | Royaume-Uni | 5 791   | SC-104 | Coulé | 54° 00′ N, 40° 15′ O |
| 18 octobre 1942 | Angelina        | USA         | 4 772   | ON-137 | Coulé | 49° 39′ N, 30° 20′ O |
| 2 juillet 1943  | Empire Kohinoor | Royaume-Uni | 5 225   | -      | Coulé | 6° 20′ N, 16° 30′ O  |